# Campionati europei di pentathlon moderno 2004
I campionati europei di pentathlon moderno 2004 si sono svolti a Albena, in Bulgaria, dove si sono disputate le gare maschili e femminili individuali ed a squadre.

## Risultati

### Maschili
| Evento              | Oro                                                    | Argento                                                 | Bronzo                                                  |
| Individuale         | Edvinas Krungolcas                                     | Michal Michalík                                         | Cédric Pla                                              |
| A squadre           | Bielorussia Dmitry Melyakh Aleksandr Bysov Yegor Lappo | Rep. Ceca Martin Dvořák Michal Michalík Michal Sedlecký | Russia Dmitrij Galkin Rustem Sabirchuzin Aleksej Turkin |
| Staffetta a squadre | Ungheria Ádám Marosi Ákos Kállai Sándor Fülep          | Russia Aleksej Lebedinec Pavel Sazonov Aleksej Turkin   | Polonia Marcin Horbacz Maciej Kacer Andrzej Stefanek    |

### Femminili
| Evento              | Oro                                                                | Argento                                                | Bronzo                                                                |
| Individuale         | Csilla Füri                                                        | Tat'jana Muratova                                      | Katalin Partics                                                       |
| A squadre           | Russia Tat'jana Muratova Olesja Veličko Evdokija Grečišnikova      | Ungheria Csilla Füri Adrienn Szathmáry Vivien Máthé    | Polonia Paulina Boenisz Edyta Małoszyc Magdalena Sędziak              |
| Staffetta a squadre | Russia Evdokija Grečišnikova Aleksandra Sadovnikova Olesja Veličko | Ungheria Csilla Füri Adrienn Szathmáry Zsuzsanna Vörös | Bielorussia Taccjana Mazurkevič Hanna Archipenka Anastasija Samusevič |

## Medagliere
| Posizione | Paese       |   |   |   | Totale |
| --------- | ----------- | - | - | - | ------ |
| 1         | Russia      | 2 | 2 | 1 | 5      |
| 2         | Ungheria    | 2 | 2 | 0 | 4      |
| 3         | Bielorussia | 1 | 0 | 1 | 2      |
| 4         | Lituania    | 1 | 0 | 0 | 1      |
| 5         | Rep. Ceca   | 0 | 2 | 0 | 2      |
| 6         | Polonia     | 0 | 0 | 2 | 2      |
| 7         | Francia     | 0 | 0 | 1 | 1      |
| 7         | Grecia      | 0 | 0 | 1 | 1      |
| Totale    | Totale      | 6 | 6 | 6 | 18     |